# In Blue
In Blue er det tredje studiealbum fra det irske folkrockband The Corrs. Det blev udgivet i 2000, og var med til at gøre bandet kendt i USA. Titlen på albummet kommer fra en linje i sangen "Give Me a Reason". Udover "Breathless", der blev #1 i Storbritannien, indeholder albummet også en ny udgave af "Radio" og "At Your Side" som var blevet udgivet på deres tidligere album The Corrs Unplugged. Mutt Lange var med til at skrive de tre sange og albummet blev optaget i Westland Studios og Windmill Lane Studios i Dublin med hjælp fra Tim Martin.
Indtil videre er flere af sangene blevet brugt i forskellige tv-programmer og film: "Rebel Heart" blev brugt som temaet til tv-miniserien af samme navn; "One Night" i Mad About Mambo; "At Your Side" i traileren til filmen The Holiday; og "All the Love in the World" i filmen America's Sweethearts

## Spor
1. "Breathless" - 3:28
2. "Give Me a Reason" - 3:29
3. "Somebody for Someone" - 4:00
4. "Say" - 4:33
5. "All the Love in the World" - 4:22
6. "Radio" - 4:14
7. "Irresistible" - 3:40
8. "One Night" - 4:38
9. "All in a Day" - 3:43
10. "At Your Side" - 3:55
11. "No More Cry" - 2:59
12. "Rain" - 4:15
13. "Give It All Up" - 3:28
14. "Hurt Before" - 4:05
15. "Rebel Heart" - 4:06

## Personel

### The Corrs
- Andrea Corr – Forsanger, tinwhistle
- Caroline Corr – Trommer, bodhrán, klaver, vokal
- Jim Corr – guitar, keyboard, klaver, vokal
- Sharon Corr – violin, vokal

### Featuring
- Anthony Drennan – guitar
- Keith Duffy – bass

### Gæstemusikere
- Ronan Dooney - trompet
- Paul Duffy - saxofon
- Mitchell Froom - keyboard
- Billy Farrell - keyboard
- Fiachra Trench - Strengarrangement

## Hitlister og certificeringer
| Hitlister (2000)                 | Højeste placering |
| -------------------------------- | ----------------- |
| Australian Albums Chart          | 1                 |
| Austrian Albums Chart            | 1                 |
| Belgium Albums Chart (Flandern)  | 2                 |
| Belgium Albums Chart (Wallonie)  | 1                 |
| Dutch Albums Chart               | 2                 |
| French Albums Chart              | 2                 |
| Finnish Albums Chart             | 2                 |
| German Albums Chart              | 1                 |
| Irish Albums Chart               | 1                 |
| Italian Albums Chart             | 2                 |
| New Zealand Albums Chart         | 2                 |
| Norwegian Albums Chart           | 1                 |
| Swedish Albums Chart             | 1                 |
| Swiss Albums Charts              | 1                 |
| UK Albums Chart                  | 1                 |
| US Billboard 200                 | 21                |
| US Billboard Top Internet Albums | 1                 |

| Land           | Certificering |
| -------------- | ------------- |
| Australien     | 4x Platin     |
| Østrig         | Platin        |
| Belgium        | Platin        |
| Brasilien      | Guld          |
| Canada         | Platin        |
| Chile          | Guld          |
| Tjekkiet       | Guld          |
| Europa         | 3x Platin     |
| Frankrig       | Platin        |
| Tyskland       | Platin        |
| Indonesien     | 2x Platin     |
| Irland         | 10x Platin    |
| Italien        | 2x Platin     |
| Japan          | Platin        |
| Malaysia       | Platin        |
| Holland        | Platin        |
| New Zealand    | 4x Platin     |
| Norge          | Guld          |
| Philippines    | Platin        |
| Portugal       | Guld          |
| Slovenien      | Guld          |
| Sydafrika      | Platin        |
| Spanien        | 3x Platin     |
| Sverige        | Guld          |
| Scheiz         | Platin        |
| Thailand       | Platin        |
| Storbritannien | 3x Platin     |
| USA            | Platin        |

## Udgivelseshistorik
| Region         | Dato              | Format                             |
| -------------- | ----------------- | ---------------------------------- |
| Australien     | 10. juli 2000     | CD                                 |
| Storbritannien | 17. juli 2000     | CD, kassettebånd                   |
| Storbritannien | 20. november 2000 | special edition CD og kassettebånd |
| Storbritannien | 26. august 2002   | DVD                                |
| Argentina      | 1. juni 2001      | CD                                 |
| Tyskland       | 17. november 2000 | special edition CD                 |
| Japan          | 12. juli 2000     | CD                                 |